# Lista över fornlämningar i Sigtuna kommun (Odensala)
Lista över fornlämningar i Sigtuna kommun (Odensala) är en förteckning av ett urval av de fornlämningar som finns i Odensala i Sigtuna kommun.
| Namn                          | Lämningstyp                      | Tillkomsttid | Historisk indelning | Plats | Läge                 | ID-nr          | Bild                                      |
| ----------------------------- | -------------------------------- | ------------ | ------------------- | ----- | -------------------- | -------------- | ----------------------------------------- |
| Odensala 1:1                  | Gravfält                         |              | Odensala, Uppland   |       | 59.662945, 17.864270 | 10006400010001 | Ladda upp en bild av detta fornminne      |
| Odensala 2:1                  | Stensättning                     |              | Odensala, Uppland   |       | 59.665877, 17.867023 | 10006400020001 | Ladda upp en bild av detta fornminne      |
| Odensala 4:1                  | Röse                             |              | Odensala, Uppland   |       | 59.672575, 17.875531 | 10006400040001 | Ladda upp en bild av detta fornminne      |
| Odensala 4:2                  | Röse                             |              | Odensala, Uppland   |       | 59.672344, 17.876226 | 10006400040002 | Ladda upp en bild av detta fornminne      |
| Odensala 8:1                  | Gravfält                         |              | Odensala, Uppland   |       | 59.665568, 17.861138 | 10006400080001 | Ladda upp en bild av detta fornminne      |
| Odensala 10:1                 | Gravfält                         |              | Odensala, Uppland   |       | 59.668540, 17.883660 | 10006400100001 | Ladda upp en bild av detta fornminne      |
| Odensala 11:1                 | Gravfält                         |              | Odensala, Uppland   |       | 59.672821, 17.863844 | 10006400110001 | Ladda upp en bild av detta fornminne      |
| Odensala 13:1                 | Gravfält                         |              | Odensala, Uppland   |       | 59.671943, 17.863182 | 10006400130001 | Ladda upp en bild av detta fornminne      |
| Odensala 24:1                 | Gravfält                         |              | Odensala, Uppland   |       | 59.678697, 17.785078 | 10006400240001 | Ladda upp en bild av detta fornminne      |
| Odensala 25:1                 | Gravfält                         |              | Odensala, Uppland   |       | 59.679895, 17.784577 | 10006400250001 | Ladda upp en bild av detta fornminne      |
| Odensala 29:1                 | Stensättning                     |              | Odensala, Uppland   |       | 59.670105, 17.787447 | 10006400290001 | Ladda upp en bild av detta fornminne      |
| Odensala 29:2                 | Stensättning                     |              | Odensala, Uppland   |       | 59.669999, 17.787331 | 10006400290002 | Ladda upp en bild av detta fornminne      |
| Odensala 31:1                 | Gravfält                         |              | Odensala, Uppland   |       | 59.669606, 17.772245 | 10006400310001 | Ladda upp en bild av detta fornminne      |
| Odensala 32:1                 | Stensättning                     |              | Odensala, Uppland   |       | 59.670915, 17.777023 | 10006400320001 | Ladda upp en bild av detta fornminne      |
| Odensala 32:2                 | Stensättning                     |              | Odensala, Uppland   |       | 59.670821, 17.777192 | 10006400320002 | Ladda upp en bild av detta fornminne      |
| Odensala 32:3                 | Stensättning                     |              | Odensala, Uppland   |       | 59.670650, 17.777200 | 10006400320003 | Ladda upp en bild av detta fornminne      |
| Odensala 32:4                 | Stensättning                     |              | Odensala, Uppland   |       | 59.670386, 17.777249 | 10006400320004 | Ladda upp en bild av detta fornminne      |
| Odensala 34:1                 | Stensättning                     |              | Odensala, Uppland   |       | 59.665826, 17.764659 | 10006400340001 | Ladda upp en bild av detta fornminne      |
| Odensala 34:2                 | Stensättning                     |              | Odensala, Uppland   |       | 59.665793, 17.764838 | 10006400340002 | Ladda upp en bild av detta fornminne      |
| Odensala 35:1                 | Stensättning                     |              | Odensala, Uppland   |       | 59.670368, 17.773308 | 10006400350001 | Ladda upp en bild av detta fornminne      |
| Odensala 37:1                 | Gravfält                         |              | Odensala, Uppland   |       | 59.661017, 17.796477 | 10006400370001 | Ladda upp en bild av detta fornminne      |
| Odensala 41:1                 | Gravfält                         |              | Odensala, Uppland   |       | 59.658892, 17.813289 | 10006400410001 | Ladda upp en bild av detta fornminne      |
| Odensala 42:1                 | Runristning                      |              | Odensala, Uppland   |       | 59.657380, 17.817246 | 10006400420001 | Ladda upp en bild av detta fornminne      |
| Odensala 42:2                 | Runristning                      |              | Odensala, Uppland   |       | 59.657377, 17.816916 | 10006400420002 | Ladda upp en till bild av detta fornminne |
| Odensala 47:1                 | Gravfält                         |              | Odensala, Uppland   |       | 59.657117, 17.812714 | 10006400470001 | Ladda upp en bild av detta fornminne      |
| Självåtsten (Odensala 48:1)   | Hällristning                     |              | Odensala, Uppland   |       | 59.656119, 17.809854 | 10006400480001 | Ladda upp en bild av detta fornminne      |
| Odensala 52:1                 | Runristning                      |              | Odensala, Uppland   |       | 59.661333, 17.819519 | 10006400520001 | Ladda upp en bild av detta fornminne      |
| Odensala 54:1                 | Stensättning                     |              | Odensala, Uppland   |       | 59.662482, 17.826014 | 10006400540001 | Ladda upp en bild av detta fornminne      |
| Odensala 54:2                 | Stensättning                     |              | Odensala, Uppland   |       | 59.662604, 17.826219 | 10006400540002 | Ladda upp en bild av detta fornminne      |
| Odensala 55:1                 | Husgrund, förhistorisk/medeltida |              | Odensala, Uppland   |       | 59.661505, 17.828806 | 10006400550001 | Ladda upp en bild av detta fornminne      |
| Odensala 55:2                 | Husgrund, förhistorisk/medeltida |              | Odensala, Uppland   |       | 59.661778, 17.824503 | 10006400550002 | Ladda upp en bild av detta fornminne      |
| Odensala 55:3                 | Husgrund, förhistorisk/medeltida |              | Odensala, Uppland   |       | 59.661396, 17.824892 | 10006400550003 | Ladda upp en bild av detta fornminne      |
| Odensala 56:1                 | Stensättning                     |              | Odensala, Uppland   |       | 59.660971, 17.815688 | 10006400560001 | Ladda upp en bild av detta fornminne      |
| Odensala 57:1                 | Gravfält                         |              | Odensala, Uppland   |       | 59.656748, 17.820029 | 10006400570001 | Ladda upp en bild av detta fornminne      |
| Odensala 58:1                 | Stensättning                     |              | Odensala, Uppland   |       | 59.653934, 17.816924 | 10006400580001 | Ladda upp en bild av detta fornminne      |
| Odensala 63:1                 | Gravfält                         |              | Odensala, Uppland   |       | 59.655051, 17.832373 | 10006400630001 | Ladda upp en bild av detta fornminne      |
| Odensala 64:1                 | Gravfält                         |              | Odensala, Uppland   |       | 59.653834, 17.833624 | 10006400640001 | Ladda upp en bild av detta fornminne      |
| Odensala 68:1                 | Gravfält                         |              | Odensala, Uppland   |       | 59.653448, 17.832038 | 10006400680001 | Ladda upp en bild av detta fornminne      |
| Kumla Örn (Odensala 69:1)     | Runristning                      |              | Odensala, Uppland   |       | 59.651824, 17.836722 | 10006400690001 | Ladda upp en till bild av detta fornminne |
| Kumla Örn (Odensala 69:2)     | Runristning                      |              | Odensala, Uppland   |       | 59.651785, 17.836596 | 10006400690002 | Ladda upp en till bild av detta fornminne |
| Odensala 74:1                 | Gravfält                         |              | Odensala, Uppland   |       | 59.646738, 17.829596 | 10006400740001 | Ladda upp en bild av detta fornminne      |
| Odensala 75:1                 | Gravfält                         |              | Odensala, Uppland   |       | 59.646151, 17.828291 | 10006400750001 | Ladda upp en bild av detta fornminne      |
| Odensala 76:1                 | Stensättning                     |              | Odensala, Uppland   |       | 59.646157, 17.826413 | 10006400760001 | Ladda upp en bild av detta fornminne      |
| Odensala 76:2                 | Stensättning                     |              | Odensala, Uppland   |       | 59.646068, 17.826574 | 10006400760002 | Ladda upp en bild av detta fornminne      |
| Odensala 76:3                 | Stensättning                     |              | Odensala, Uppland   |       | 59.645785, 17.826621 | 10006400760003 | Ladda upp en bild av detta fornminne      |
| Odensala 79:1                 | Gravfält                         |              | Odensala, Uppland   |       | 59.644062, 17.827146 | 10006400790001 | Ladda upp en bild av detta fornminne      |
| Odensala 82:1                 | Gravfält                         |              | Odensala, Uppland   |       | 59.641545, 17.818781 | 10006400820001 | Ladda upp en bild av detta fornminne      |
| Odensala 88:1                 | Gravfält                         |              | Odensala, Uppland   |       | 59.644173, 17.820926 | 10006400880001 | Ladda upp en bild av detta fornminne      |
| Odensala 89:1                 | Gravfält                         |              | Odensala, Uppland   |       | 59.640344, 17.822288 | 10006400890001 | Ladda upp en bild av detta fornminne      |
| Odensala 90:1                 | Hög                              |              | Odensala, Uppland   |       | 59.640078, 17.824158 | 10006400900001 | Ladda upp en bild av detta fornminne      |
| Odensala 90:2                 | Stensättning                     |              | Odensala, Uppland   |       | 59.639881, 17.824069 | 10006400900002 | Ladda upp en bild av detta fornminne      |
| Odensala 91:1                 | Gravfält                         |              | Odensala, Uppland   |       | 59.645537, 17.831182 | 10006400910001 | Ladda upp en bild av detta fornminne      |
| Odensala 94:1                 | Gravfält                         |              | Odensala, Uppland   |       | 59.647580, 17.834445 | 10006400940001 | Ladda upp en bild av detta fornminne      |
| Odensala 97:1                 | Gravfält                         |              | Odensala, Uppland   |       | 59.660043, 17.835535 | 10006400970001 | Ladda upp en bild av detta fornminne      |
| Odensala 98:1                 | Gravfält                         |              | Odensala, Uppland   |       | 59.659468, 17.831981 | 10006400980001 | Ladda upp en bild av detta fornminne      |
| Odensala 100:1                | Gravfält                         |              | Odensala, Uppland   |       | 59.665120, 17.832311 | 10006401000001 | Ladda upp en bild av detta fornminne      |
| Odensala 101:1                | Stensättning                     |              | Odensala, Uppland   |       | 59.664052, 17.835528 | 10006401010001 | Ladda upp en bild av detta fornminne      |
| Odensala 102:1                | Gravfält                         |              | Odensala, Uppland   |       | 59.663969, 17.838696 | 10006401020001 | Ladda upp en bild av detta fornminne      |
| Odensala 116:1                | Gravfält                         |              | Odensala, Uppland   |       | 59.680561, 17.863932 | 10006401160001 | Ladda upp en bild av detta fornminne      |
| Odensala 117:1                | Hög                              |              | Odensala, Uppland   |       | 59.678177, 17.862510 | 10006401170001 | Ladda upp en bild av detta fornminne      |
| Odensala 118:1                | Gravfält                         |              | Odensala, Uppland   |       | 59.675861, 17.862083 | 10006401180001 | Ladda upp en bild av detta fornminne      |
| Odensala 120:1                | Gravfält                         |              | Odensala, Uppland   |       | 59.666427, 17.846820 | 10006401200001 | Ladda upp en bild av detta fornminne      |
| Odensala 121:1                | Runristning                      |              | Odensala, Uppland   |       | 59.665290, 17.848875 | 10006401210001 | Ladda upp en bild av detta fornminne      |
| Odensala 123:1                | Runristning                      |              | Odensala, Uppland   |       | 59.665811, 17.850398 | 10006401230001 | Ladda upp en bild av detta fornminne      |
| Odensala 126:1                | Fornborg                         |              | Odensala, Uppland   |       | 59.698821, 17.906003 | 10006401260001 | Ladda upp en bild av detta fornminne      |
| Odensala 132:1                | Gravfält                         |              | Odensala, Uppland   |       | 59.691858, 17.890807 | 10006401320001 | Ladda upp en bild av detta fornminne      |
| Odensala 133:1                | Stensättning                     |              | Odensala, Uppland   |       | 59.692108, 17.882149 | 10006401330001 | Ladda upp en bild av detta fornminne      |
| U 448 (Odensala 135:1)        | Runristning                      |              | Odensala, Uppland   |       | 59.680797, 17.865229 | 10006401350001 | Ladda upp en till bild av detta fornminne |
| Odensala 136:1                | Hög                              |              | Odensala, Uppland   |       | 59.679306, 17.871752 | 10006401360001 | Ladda upp en bild av detta fornminne      |
| Odensala 136:2                | Hög                              |              | Odensala, Uppland   |       | 59.679223, 17.871524 | 10006401360002 | Ladda upp en bild av detta fornminne      |
| Odensala 138:1                | Stensättning                     |              | Odensala, Uppland   |       | 59.680478, 17.875215 | 10006401380001 | Ladda upp en bild av detta fornminne      |
| Odensala 140:1                | Gravfält                         |              | Odensala, Uppland   |       | 59.679750, 17.881254 | 10006401400001 | Ladda upp en bild av detta fornminne      |
| Odensala 142:1                | Gravfält                         |              | Odensala, Uppland   |       | 59.681144, 17.883359 | 10006401420001 | Ladda upp en bild av detta fornminne      |
| Odensala 143:1                | Stensättning                     |              | Odensala, Uppland   |       | 59.681722, 17.885448 | 10006401430001 | Ladda upp en bild av detta fornminne      |
| Odensala 143:2                | Grav markerad av sten/block      |              | Odensala, Uppland   |       | 59.681616, 17.885424 | 10006401430002 | Ladda upp en bild av detta fornminne      |
| Odensala 145:1                | Stensättning                     |              | Odensala, Uppland   |       | 59.684334, 17.872632 | 10006401450001 | Ladda upp en bild av detta fornminne      |
| Odensala 146:1                | Gravfält                         |              | Odensala, Uppland   |       | 59.687158, 17.884773 | 10006401460001 | Ladda upp en bild av detta fornminne      |
| Odensala 149:1                | Stensättning                     |              | Odensala, Uppland   |       | 59.690108, 17.895752 | 10006401490001 | Ladda upp en bild av detta fornminne      |
| Odensala 149:2                | Stensättning                     |              | Odensala, Uppland   |       | 59.690036, 17.895926 | 10006401490002 | Ladda upp en bild av detta fornminne      |
| Odensala 150:1                | Stensättning                     |              | Odensala, Uppland   |       | 59.687671, 17.902686 | 10006401500001 | Ladda upp en bild av detta fornminne      |
| Odensala 152:1                | Röse                             |              | Odensala, Uppland   |       | 59.685417, 17.915155 | 10006401520001 | Ladda upp en bild av detta fornminne      |
| Odensala 152:2                | Stensättning                     |              | Odensala, Uppland   |       | 59.685385, 17.914937 | 10006401520002 | Ladda upp en bild av detta fornminne      |
| Odensala 153:1                | Röse                             |              | Odensala, Uppland   |       | 59.683374, 17.911197 | 10006401530001 | Ladda upp en bild av detta fornminne      |
| Odensala 154:1                | Stensättning                     |              | Odensala, Uppland   |       | 59.682792, 17.910756 | 10006401540001 | Ladda upp en bild av detta fornminne      |
| Rössberget (Odensala 159:1)   | Fornborg                         |              | Odensala, Uppland   |       | 59.675777, 17.913066 | 10006401590001 | Ladda upp en bild av detta fornminne      |
| Odensala 160:1                | Stensättning                     |              | Odensala, Uppland   |       | 59.684567, 17.888853 | 10006401600001 | Ladda upp en bild av detta fornminne      |
| Odensala 160:2                | Stensättning                     |              | Odensala, Uppland   |       | 59.684513, 17.888623 | 10006401600002 | Ladda upp en bild av detta fornminne      |
| Odensala 160:3                | Stensättning                     |              | Odensala, Uppland   |       | 59.684573, 17.888409 | 10006401600003 | Ladda upp en bild av detta fornminne      |
| Odensala 161:1                | Stensättning                     |              | Odensala, Uppland   |       | 59.684008, 17.889488 | 10006401610001 | Ladda upp en bild av detta fornminne      |
| Odensala 163:1                | Stensättning                     |              | Odensala, Uppland   |       | 59.683053, 17.890162 | 10006401630001 | Ladda upp en bild av detta fornminne      |
| Odensala 163:3                | Stensättning                     |              | Odensala, Uppland   |       | 59.682753, 17.890034 | 10006401630003 | Ladda upp en bild av detta fornminne      |
| Odensala 165:1                | Röse                             |              | Odensala, Uppland   |       | 59.683947, 17.896386 | 10006401650001 | Ladda upp en bild av detta fornminne      |
| Odensala 165:2                | Röse                             |              | Odensala, Uppland   |       | 59.683815, 17.896389 | 10006401650002 | Ladda upp en bild av detta fornminne      |
| Odensala 165:3                | Stensättning                     |              | Odensala, Uppland   |       | 59.683714, 17.896952 | 10006401650003 | Ladda upp en bild av detta fornminne      |
| Odensala 166:1                | Röse                             |              | Odensala, Uppland   |       | 59.682684, 17.894940 | 10006401660001 | Ladda upp en bild av detta fornminne      |
| Odensala 166:2                | Stensättning                     |              | Odensala, Uppland   |       | 59.682463, 17.895156 | 10006401660002 | Ladda upp en bild av detta fornminne      |
| Odensala 167:1                | Stensättning                     |              | Odensala, Uppland   |       | 59.673406, 17.890204 | 10006401670001 | Ladda upp en bild av detta fornminne      |
| Odensala 168:1                | Gravfält                         |              | Odensala, Uppland   |       | 59.663894, 17.871441 | 10006401680001 | Ladda upp en bild av detta fornminne      |
| Odensala 169:1                | Gravfält                         |              | Odensala, Uppland   |       | 59.663820, 17.875863 | 10006401690001 | Ladda upp en bild av detta fornminne      |
| Odensala 172:1                | Gravfält                         |              | Odensala, Uppland   |       | 59.657097, 17.874073 | 10006401720001 | Ladda upp en bild av detta fornminne      |
| Odensala 177:1                | Gravfält                         |              | Odensala, Uppland   |       | 59.656705, 17.860338 | 10006401770001 | Ladda upp en bild av detta fornminne      |
| Odensala 178:1                | Stensättning                     |              | Odensala, Uppland   |       | 59.659405, 17.873755 | 10006401780001 | Ladda upp en bild av detta fornminne      |
| Odensala 179:1                | Stensättning                     |              | Odensala, Uppland   |       | 59.660498, 17.856845 | 10006401790001 | Ladda upp en bild av detta fornminne      |
| Odensala 180:1                | Gravfält                         |              | Odensala, Uppland   |       | 59.660461, 17.854841 | 10006401800001 | Ladda upp en bild av detta fornminne      |
| Odensala 181:1                | Runristning                      |              | Odensala, Uppland   |       | 59.646448, 17.855006 | 10006401810001 | Ladda upp en bild av detta fornminne      |
| Odensala 182:1                | Gravfält                         |              | Odensala, Uppland   |       | 59.641509, 17.851738 | 10006401820001 | Ladda upp en bild av detta fornminne      |
| Odensala 183:1                | Stensättning                     |              | Odensala, Uppland   |       | 59.644088, 17.856646 | 10006401830001 | Ladda upp en bild av detta fornminne      |
| Odensala 183:2                | Stensättning                     |              | Odensala, Uppland   |       | 59.643986, 17.856651 | 10006401830002 | Ladda upp en bild av detta fornminne      |
| Odensala 183:3                | Stensättning                     |              | Odensala, Uppland   |       | 59.643907, 17.856650 | 10006401830003 | Ladda upp en bild av detta fornminne      |
| Odensala 184:1                | Gravfält                         |              | Odensala, Uppland   |       | 59.644245, 17.854570 | 10006401840001 | Ladda upp en bild av detta fornminne      |
| Odensala 186:1                | Gravfält                         |              | Odensala, Uppland   |       | 59.645288, 17.858362 | 10006401860001 | Ladda upp en bild av detta fornminne      |
| Odensala 187:1                | Gravfält                         |              | Odensala, Uppland   |       | 59.652455, 17.855730 | 10006401870001 | Ladda upp en bild av detta fornminne      |
| Skallbacken (Odensala 188:1)  | Gravfält                         |              | Odensala, Uppland   |       | 59.655579, 17.851781 | 10006401880001 | Ladda upp en bild av detta fornminne      |
| Odensala 189:1                | Runristning                      |              | Odensala, Uppland   |       | 59.663278, 17.846912 | 10006401890001 | Ladda upp en till bild av detta fornminne |
| Käringbacken (Odensala 191:1) | Gravfält                         |              | Odensala, Uppland   |       | 59.650835, 17.843027 | 10006401910001 | Ladda upp en bild av detta fornminne      |
| Odensala 193:1                | Gravfält                         |              | Odensala, Uppland   |       | 59.639062, 17.814562 | 10006401930001 | Ladda upp en bild av detta fornminne      |
| Odensala 195:1                | Hög                              |              | Odensala, Uppland   |       | 59.637784, 17.815717 | 10006401950001 | Ladda upp en bild av detta fornminne      |
| Odensala 196:1                | Grav markerad av sten/block      |              | Odensala, Uppland   |       | 59.637234, 17.821835 | 10006401960001 | Ladda upp en bild av detta fornminne      |
| Odensala 199:1                | Stensättning                     |              | Odensala, Uppland   |       | 59.629968, 17.816874 | 10006401990001 | Ladda upp en bild av detta fornminne      |
| Odensala 205:1                | Gravfält                         |              | Odensala, Uppland   |       | 59.632913, 17.774319 | 10006402050001 | Ladda upp en bild av detta fornminne      |
| Odensala 206:1                | Gravfält                         |              | Odensala, Uppland   |       | 59.631522, 17.775873 | 10006402060001 | Ladda upp en bild av detta fornminne      |
| Brännbacken (Odensala 207:1)  | Gravfält                         |              | Odensala, Uppland   |       | 59.630928, 17.786962 | 10006402070001 | Ladda upp en bild av detta fornminne      |
| Odensala 209:1                | Stensättning                     |              | Odensala, Uppland   |       | 59.629231, 17.790953 | 10006402090001 | Ladda upp en bild av detta fornminne      |
| Odensala 209:2                | Stensättning                     |              | Odensala, Uppland   |       | 59.629215, 17.790740 | 10006402090002 | Ladda upp en bild av detta fornminne      |
| Odensala 211:1                | Gravfält                         |              | Odensala, Uppland   |       | 59.629792, 17.802574 | 10006402110001 | Ladda upp en bild av detta fornminne      |
| Odensala 213:1                | Hög                              |              | Odensala, Uppland   |       | 59.628596, 17.797193 | 10006402130001 | Ladda upp en bild av detta fornminne      |
| Odensala 213:2                | Röse                             |              | Odensala, Uppland   |       | 59.628461, 17.797480 | 10006402130002 | Ladda upp en bild av detta fornminne      |
| Odensala 213:3                | Stensättning                     |              | Odensala, Uppland   |       | 59.628609, 17.797633 | 10006402130003 | Ladda upp en bild av detta fornminne      |
| Los (Odensala 214:1)          | Runristning                      |              | Odensala, Uppland   |       | 59.634002, 17.798436 | 10006402140001 | Ladda upp en till bild av detta fornminne |
| Källbacken (Odensala 216:1)   | Gravfält                         |              | Odensala, Uppland   |       | 59.633949, 17.786854 | 10006402160001 | Ladda upp en bild av detta fornminne      |
| Odensala 217:1                | Stensättning                     |              | Odensala, Uppland   |       | 59.636805, 17.806569 | 10006402170001 | Ladda upp en bild av detta fornminne      |
| Odensala 217:2                | Hög                              |              | Odensala, Uppland   |       | 59.636500, 17.806320 | 10006402170002 | Ladda upp en bild av detta fornminne      |
| Odensala 219:1                | Stensättning                     |              | Odensala, Uppland   |       | 59.637187, 17.807151 | 10006402190001 | Ladda upp en bild av detta fornminne      |
| Odensala 221:1                | Stensättning                     |              | Odensala, Uppland   |       | 59.678433, 17.895610 | 10006402210001 | Ladda upp en bild av detta fornminne      |
| Odensala 224:1                | Stensättning                     |              | Odensala, Uppland   |       | 59.688702, 17.876912 | 10006402240001 | Ladda upp en bild av detta fornminne      |
| Odensala 224:2                | Stensättning                     |              | Odensala, Uppland   |       | 59.688506, 17.876952 | 10006402240002 | Ladda upp en bild av detta fornminne      |
| Odensala 224:3                | Stensättning                     |              | Odensala, Uppland   |       | 59.688483, 17.877494 | 10006402240003 | Ladda upp en bild av detta fornminne      |
| Odensala 225:2                | Stensättning                     |              | Odensala, Uppland   |       | 59.653027, 17.853227 | 10006402250002 | Ladda upp en bild av detta fornminne      |
| Odensala 225:3                | Stensättning                     |              | Odensala, Uppland   |       | 59.652980, 17.853607 | 10006402250003 | Ladda upp en bild av detta fornminne      |
| Odensala 226:1                | Stensättning                     |              | Odensala, Uppland   |       | 59.667847, 17.858405 | 10006402260001 | Ladda upp en bild av detta fornminne      |
| Odensala 226:2                | Stensättning                     |              | Odensala, Uppland   |       | 59.667734, 17.857935 | 10006402260002 | Ladda upp en bild av detta fornminne      |
| Odensala 226:3                | Stensättning                     |              | Odensala, Uppland   |       | 59.667862, 17.857614 | 10006402260003 | Ladda upp en bild av detta fornminne      |
| Odensala 226:4                | Stensättning                     |              | Odensala, Uppland   |       | 59.667985, 17.857624 | 10006402260004 | Ladda upp en bild av detta fornminne      |
| Odensala 227:1                | Stensättning                     |              | Odensala, Uppland   |       | 59.656610, 17.879229 | 10006402270001 | Ladda upp en bild av detta fornminne      |
| Odensala 228:1                | Stensättning                     |              | Odensala, Uppland   |       | 59.656835, 17.878053 | 10006402280001 | Ladda upp en bild av detta fornminne      |
| Odensala 229:1                | Hög                              |              | Odensala, Uppland   |       | 59.658199, 17.872448 | 10006402290001 | Ladda upp en bild av detta fornminne      |
| Odensala 231:1                | Stensättning                     |              | Odensala, Uppland   |       | 59.682314, 17.888787 | 10006402310001 | Ladda upp en bild av detta fornminne      |
| Odensala 232:1                | Stensättning                     |              | Odensala, Uppland   |       | 59.680753, 17.855598 | 10006402320001 | Ladda upp en bild av detta fornminne      |
| Odensala 232:2                | Stensättning                     |              | Odensala, Uppland   |       | 59.680666, 17.855796 | 10006402320002 | Ladda upp en bild av detta fornminne      |
| Odensala 233:1                | Stensättning                     |              | Odensala, Uppland   |       | 59.683496, 17.843744 | 10006402330001 | Ladda upp en bild av detta fornminne      |
| Odensala 234:1                | Stensättning                     |              | Odensala, Uppland   |       | 59.668754, 17.845243 | 10006402340001 | Ladda upp en bild av detta fornminne      |
| Odensala 235:1                | Fornborg                         |              | Odensala, Uppland   |       | 59.673687, 17.847139 | 10006402350001 | Ladda upp en bild av detta fornminne      |
| Odensala 236:1                | Stensättning                     |              | Odensala, Uppland   |       | 59.674257, 17.845001 | 10006402360001 | Ladda upp en bild av detta fornminne      |
| Odensala 237:1                | Stensättning                     |              | Odensala, Uppland   |       | 59.671423, 17.835187 | 10006402370001 | Ladda upp en bild av detta fornminne      |
| Odensala 238:1                | Stensättning                     |              | Odensala, Uppland   |       | 59.666645, 17.844448 | 10006402380001 | Ladda upp en bild av detta fornminne      |
| Odensala 238:2                | Stensättning                     |              | Odensala, Uppland   |       | 59.666611, 17.844579 | 10006402380002 | Ladda upp en bild av detta fornminne      |
| Odensala 238:3                | Stensättning                     |              | Odensala, Uppland   |       | 59.666547, 17.844478 | 10006402380003 | Ladda upp en bild av detta fornminne      |
| Odensala 238:4                | Stensättning                     |              | Odensala, Uppland   |       | 59.666510, 17.844324 | 10006402380004 | Ladda upp en bild av detta fornminne      |
| Odensala 239:1                | Stensättning                     |              | Odensala, Uppland   |       | 59.666507, 17.844946 | 10006402390001 | Ladda upp en bild av detta fornminne      |
| Odensala 239:2                | Stensättning                     |              | Odensala, Uppland   |       | 59.666424, 17.844896 | 10006402390002 | Ladda upp en bild av detta fornminne      |
| Odensala 242:1                | Gravfält                         |              | Odensala, Uppland   |       | 59.659702, 17.814956 | 10006402420001 | Ladda upp en bild av detta fornminne      |
| Odensala 243:1                | Gravfält                         |              | Odensala, Uppland   |       | 59.655763, 17.822195 | 10006402430001 | Ladda upp en bild av detta fornminne      |
| Odensala 244:1                | Gravfält                         |              | Odensala, Uppland   |       | 59.668942, 17.832334 | 10006402440001 | Ladda upp en bild av detta fornminne      |
| Odensala 245:1                | Stensättning                     |              | Odensala, Uppland   |       | 59.669333, 17.831467 | 10006402450001 | Ladda upp en bild av detta fornminne      |
| Odensala 246:1                | Stensättning                     |              | Odensala, Uppland   |       | 59.634125, 17.812830 | 10006402460001 | Ladda upp en bild av detta fornminne      |
| Odensala 247:1                | Gravfält                         |              | Odensala, Uppland   |       | 59.634088, 17.814945 | 10006402470001 | Ladda upp en bild av detta fornminne      |
| Odensala 248:1                | Stensättning                     |              | Odensala, Uppland   |       | 59.638286, 17.823238 | 10006402480001 | Ladda upp en bild av detta fornminne      |
| Odensala 248:2                | Stensättning                     |              | Odensala, Uppland   |       | 59.638301, 17.823691 | 10006402480002 | Ladda upp en bild av detta fornminne      |
| Odensala 249:1                | Stensättning                     |              | Odensala, Uppland   |       | 59.635682, 17.821554 | 10006402490001 | Ladda upp en bild av detta fornminne      |
| Odensala 250:1                | Gravfält                         |              | Odensala, Uppland   |       | 59.633651, 17.830431 | 10006402500001 | Ladda upp en bild av detta fornminne      |
| Odensala 252:1                | Stensättning                     |              | Odensala, Uppland   |       | 59.688959, 17.838725 | 10006402520001 | Ladda upp en bild av detta fornminne      |
| Odensala 253:1                | Stensättning                     |              | Odensala, Uppland   |       | 59.683488, 17.837297 | 10006402530001 | Ladda upp en bild av detta fornminne      |
| Odensala 254:1                | Stensättning                     |              | Odensala, Uppland   |       | 59.682893, 17.836450 | 10006402540001 | Ladda upp en bild av detta fornminne      |
| Odensala 255:1                | Stensättning                     |              | Odensala, Uppland   |       | 59.659945, 17.756386 | 10006402550001 | Ladda upp en bild av detta fornminne      |
| Odensala 256:1                | Gravfält                         |              | Odensala, Uppland   |       | 59.659305, 17.757559 | 10006402560001 | Ladda upp en bild av detta fornminne      |
| Odensala 259:1                | Gravfält                         |              | Odensala, Uppland   |       | 59.659731, 17.768383 | 10006402590001 | Ladda upp en bild av detta fornminne      |
| Odensala 261:1                | Runristning                      |              | Odensala, Uppland   |       | 59.655255, 17.745151 | 10006402610001 | Ladda upp en bild av detta fornminne      |
| Odensala 264:1                | Gravfält                         |              | Odensala, Uppland   |       | 59.657679, 17.760258 | 10006402640001 | Ladda upp en bild av detta fornminne      |
| Brinkensborg (Odensala 267:1) | Fornborg                         |              | Odensala, Uppland   |       | 59.647693, 17.779941 | 10006402670001 | Ladda upp en bild av detta fornminne      |
| Odensala 269:1                | Gravfält                         |              | Odensala, Uppland   |       | 59.651312, 17.769481 | 10006402690001 | Ladda upp en bild av detta fornminne      |
| Odensala 270:1                | Gravfält                         |              | Odensala, Uppland   |       | 59.650162, 17.769531 | 10006402700001 | Ladda upp en bild av detta fornminne      |
| Odensala 273:1                | Grav markerad av sten/block      |              | Odensala, Uppland   |       | 59.659824, 17.756708 | 10006402730001 | Ladda upp en bild av detta fornminne      |
| Odensala 276:1                | Gravfält                         |              | Odensala, Uppland   |       | 59.653316, 17.871362 | 10006402760001 | Ladda upp en bild av detta fornminne      |
| Odensala 279:1                | Stensättning                     |              | Odensala, Uppland   |       | 59.685713, 17.796848 | 10006402790001 | Ladda upp en bild av detta fornminne      |
| Odensala 280:1                | Stensättning                     |              | Odensala, Uppland   |       | 59.679203, 17.784492 | 10006402800001 | Ladda upp en bild av detta fornminne      |
| Odensala 280:2                | Stensättning                     |              | Odensala, Uppland   |       | 59.679093, 17.784466 | 10006402800002 | Ladda upp en bild av detta fornminne      |
| Odensala 281:1                | Stensättning                     |              | Odensala, Uppland   |       | 59.657888, 17.795509 | 10006402810001 | Ladda upp en bild av detta fornminne      |
| Odensala 285:1                | Stensättning                     |              | Odensala, Uppland   |       | 59.683620, 17.798755 | 10006402850001 | Ladda upp en bild av detta fornminne      |
| Odensala 285:2                | Stensättning                     |              | Odensala, Uppland   |       | 59.683522, 17.798820 | 10006402850002 | Ladda upp en bild av detta fornminne      |
| Odensala 285:3                | Stensättning                     |              | Odensala, Uppland   |       | 59.683362, 17.798939 | 10006402850003 | Ladda upp en bild av detta fornminne      |
| Odensala 286:1                | Stensättning                     |              | Odensala, Uppland   |       | 59.654710, 17.806956 | 10006402860001 | Ladda upp en bild av detta fornminne      |
| Odensala 287:1                | Husgrund, förhistorisk/medeltida |              | Odensala, Uppland   |       | 59.657586, 17.800285 | 10006402870001 | Ladda upp en bild av detta fornminne      |
| Odensala 287:2                | Husgrund, förhistorisk/medeltida |              | Odensala, Uppland   |       | 59.657574, 17.800008 | 10006402870002 | Ladda upp en bild av detta fornminne      |
| Odensala 287:3                | Husgrund, förhistorisk/medeltida |              | Odensala, Uppland   |       | 59.657520, 17.799558 | 10006402870003 | Ladda upp en bild av detta fornminne      |
| Odensala 291:1                | Hällristning                     |              | Odensala, Uppland   |       | 59.667524, 17.844810 | 10006402910001 | Ladda upp en bild av detta fornminne      |
| Odensala 293:1                | Stensättning                     |              | Odensala, Uppland   |       | 59.667021, 17.834837 | 10006402930001 | Ladda upp en bild av detta fornminne      |
| Odensala 294:1                | Stensättning                     |              | Odensala, Uppland   |       | 59.663211, 17.829567 | 10006402940001 | Ladda upp en bild av detta fornminne      |
| Odensala 295:1                | Gravfält                         |              | Odensala, Uppland   |       | 59.676599, 17.789623 | 10006402950001 | Ladda upp en bild av detta fornminne      |
| Odensala 296:1                | Stensättning                     |              | Odensala, Uppland   |       | 59.670143, 17.771858 | 10006402960001 | Ladda upp en bild av detta fornminne      |
| Odensala 296:2                | Stensättning                     |              | Odensala, Uppland   |       | 59.670058, 17.771764 | 10006402960002 | Ladda upp en bild av detta fornminne      |
| Odensala 297:1                | Gravfält                         |              | Odensala, Uppland   |       | 59.669607, 17.773872 | 10006402970001 | Ladda upp en bild av detta fornminne      |
| Odensala 307:1                | Stensättning                     |              | Odensala, Uppland   |       | 59.646933, 17.824541 | 10006403070001 | Ladda upp en bild av detta fornminne      |
| Odensala 309:1                | Stensättning                     |              | Odensala, Uppland   |       | 59.650113, 17.821700 | 10006403090001 | Ladda upp en bild av detta fornminne      |
| Odensala 310:1                | Stensättning                     |              | Odensala, Uppland   |       | 59.647721, 17.828411 | 10006403100001 | Ladda upp en bild av detta fornminne      |
| Odensala 316:1                | Stensättning                     |              | Odensala, Uppland   |       | 59.655569, 17.821129 | 10006403160001 | Ladda upp en bild av detta fornminne      |
| Odensala 316:2                | Stensättning                     |              | Odensala, Uppland   |       | 59.655445, 17.821130 | 10006403160002 | Ladda upp en bild av detta fornminne      |
| Odensala 323:1                | Hög                              |              | Odensala, Uppland   |       | 59.638647, 17.812136 | 10006403230001 | Ladda upp en bild av detta fornminne      |
| Odensala 325:1                | Stensättning                     |              | Odensala, Uppland   |       | 59.675979, 17.767453 | 10006403250001 | Ladda upp en bild av detta fornminne      |
| Odensala 325:2                | Stensättning                     |              | Odensala, Uppland   |       | 59.675936, 17.767278 | 10006403250002 | Ladda upp en bild av detta fornminne      |
| Odensala 332:1                | Gravfält                         |              | Odensala, Uppland   |       | 59.638658, 17.813233 | 10006403320001 | Ladda upp en bild av detta fornminne      |
| Odensala 333:1                | Stensättning                     |              | Odensala, Uppland   |       | 59.630464, 17.785052 | 10006403330001 | Ladda upp en bild av detta fornminne      |
| Odensala 336:1                | Röse                             |              | Odensala, Uppland   |       | 59.629826, 17.775192 | 10006403360001 | Ladda upp en bild av detta fornminne      |
| Odensala 338:1                | Hällristning                     |              | Odensala, Uppland   |       | 59.642165, 17.851276 | 10006403380001 | Ladda upp en bild av detta fornminne      |
| Odensala 340:1                | Stensättning                     |              | Odensala, Uppland   |       | 59.628721, 17.795760 | 10006403400001 | Ladda upp en bild av detta fornminne      |
| Odensala 342:1                | Röse                             |              | Odensala, Uppland   |       | 59.635666, 17.798573 | 10006403420001 | Ladda upp en bild av detta fornminne      |
| Odensala 351:1                | Stensättning                     |              | Odensala, Uppland   |       | 59.682566, 17.854083 | 10006403510001 | Ladda upp en bild av detta fornminne      |
| Odensala 354:1                | Stensättning                     |              | Odensala, Uppland   |       | 59.683559, 17.889355 | 10006403540001 | Ladda upp en bild av detta fornminne      |
| Odensala 354:3                | Stensättning                     |              | Odensala, Uppland   |       | 59.683666, 17.890167 | 10006403540003 | Ladda upp en bild av detta fornminne      |
| Odensala 363:1                | Stensättning                     |              | Odensala, Uppland   |       | 59.666005, 17.898561 | 10006403630001 | Ladda upp en bild av detta fornminne      |
| Odensala 363:3                | Stensättning                     |              | Odensala, Uppland   |       | 59.665843, 17.898599 | 10006403630003 | Ladda upp en bild av detta fornminne      |
| Odensala 365:1                | Stensättning                     |              | Odensala, Uppland   |       | 59.673568, 17.889140 | 10006403650001 | Ladda upp en bild av detta fornminne      |
| Odensala 373:1                | Stensättning                     |              | Odensala, Uppland   |       | 59.686132, 17.914834 | 10006403730001 | Ladda upp en bild av detta fornminne      |
| Odensala 373:2                | Stensättning                     |              | Odensala, Uppland   |       | 59.686092, 17.914590 | 10006403730002 | Ladda upp en bild av detta fornminne      |
| Odensala 376:1                | Stensättning                     |              | Odensala, Uppland   |       | 59.690020, 17.909229 | 10006403760001 | Ladda upp en bild av detta fornminne      |
| Odensala 378:1                | Stensättning                     |              | Odensala, Uppland   |       | 59.692587, 17.906162 | 10006403780001 | Ladda upp en bild av detta fornminne      |
| Odensala 381:1                | Hällristning                     |              | Odensala, Uppland   |       | 59.665093, 17.870508 | 10006403810001 | Ladda upp en bild av detta fornminne      |
| Odensala 382:1                | Gravfält                         |              | Odensala, Uppland   |       | 59.666626, 17.868270 | 10006403820001 | Ladda upp en bild av detta fornminne      |
| Odensala 385:1                | Stensättning                     |              | Odensala, Uppland   |       | 59.668382, 17.858676 | 10006403850001 | Ladda upp en bild av detta fornminne      |
| Odensala 385:2                | Stensättning                     |              | Odensala, Uppland   |       | 59.668347, 17.858458 | 10006403850002 | Ladda upp en bild av detta fornminne      |
| Odensala 385:3                | Stensättning                     |              | Odensala, Uppland   |       | 59.668269, 17.858355 | 10006403850003 | Ladda upp en bild av detta fornminne      |
| Odensala 404:1                | Stensättning                     |              | Odensala, Uppland   |       | 59.672739, 17.912557 | 10006404040001 | Ladda upp en bild av detta fornminne      |
| Odensala 404:2                | Stensättning                     |              | Odensala, Uppland   |       | 59.672729, 17.912325 | 10006404040002 | Ladda upp en bild av detta fornminne      |
| Odensala 405:1                | Fornborg                         |              | Odensala, Uppland   |       | 59.673994, 17.893286 | 10006404050001 | Ladda upp en bild av detta fornminne      |
| Odensala 410:1                | Stensättning                     |              | Odensala, Uppland   |       | 59.631199, 17.797670 | 10006404100001 | Ladda upp en bild av detta fornminne      |
| Odensala 412:1                | Stensättning                     |              | Odensala, Uppland   |       | 59.631046, 17.799921 | 10006404120001 | Ladda upp en bild av detta fornminne      |
| Odensala 412:3                | Stensättning                     |              | Odensala, Uppland   |       | 59.631464, 17.799841 | 10006404120003 | Ladda upp en bild av detta fornminne      |
| Odensala 415:1                | Stensättning                     |              | Odensala, Uppland   |       | 59.630050, 17.796149 | 10006404150001 | Ladda upp en bild av detta fornminne      |
| Odensala 415:4                | Stensättning                     |              | Odensala, Uppland   |       | 59.629343, 17.794212 | 10006404150004 | Ladda upp en bild av detta fornminne      |
| Odensala 415:5                | Stensättning                     |              | Odensala, Uppland   |       | 59.629489, 17.794375 | 10006404150005 | Ladda upp en bild av detta fornminne      |
| Odensala 415:7                | Stensättning                     |              | Odensala, Uppland   |       | 59.630228, 17.798282 | 10006404150007 | Ladda upp en bild av detta fornminne      |
| Odensala 417:1                | Hällristning                     |              | Odensala, Uppland   |       | 59.667462, 17.842997 | 10006404170001 | Ladda upp en bild av detta fornminne      |
| Odensala 418:1                | Hällristning                     |              | Odensala, Uppland   |       | 59.672236, 17.837133 | 10006404180001 | Ladda upp en bild av detta fornminne      |
| Odensala 419:1                | Hällristning                     |              | Odensala, Uppland   |       | 59.665906, 17.847749 | 10006404190001 | Ladda upp en bild av detta fornminne      |
| Odensala 419:2                | Hällristning                     |              | Odensala, Uppland   |       | 59.665956, 17.847797 | 10006404190002 | Ladda upp en bild av detta fornminne      |
| Odensala 420:1                | Hällristning                     |              | Odensala, Uppland   |       | 59.668901, 17.854522 | 10006404200001 | Ladda upp en bild av detta fornminne      |
| Odensala 420:2                | Hällristning                     |              | Odensala, Uppland   |       | 59.668805, 17.854713 | 10006404200002 | Ladda upp en bild av detta fornminne      |
| Odensala 420:3                | Hällristning                     |              | Odensala, Uppland   |       | 59.668654, 17.854600 | 10006404200003 | Ladda upp en bild av detta fornminne      |
| Odensala 421:1                | Hällristning                     |              | Odensala, Uppland   |       | 59.668257, 17.852351 | 10006404210001 | Ladda upp en bild av detta fornminne      |
| Odensala 421:2                | Hällristning                     |              | Odensala, Uppland   |       | 59.668230, 17.852488 | 10006404210002 | Ladda upp en bild av detta fornminne      |
| Odensala 422:1                | Hällristning                     |              | Odensala, Uppland   |       | 59.666936, 17.856172 | 10006404220001 | Ladda upp en bild av detta fornminne      |
| Odensala 423:1                | Hällristning                     |              | Odensala, Uppland   |       | 59.666742, 17.857223 | 10006404230001 | Ladda upp en bild av detta fornminne      |
| Odensala 424:1                | Hällristning                     |              | Odensala, Uppland   |       | 59.666917, 17.851848 | 10006404240001 | Ladda upp en bild av detta fornminne      |
| Odensala 425:1                | Hällristning                     |              | Odensala, Uppland   |       | 59.665468, 17.869486 | 10006404250001 | Ladda upp en bild av detta fornminne      |
| Odensala 426:1                | Hällristning                     |              | Odensala, Uppland   |       | 59.664137, 17.871005 | 10006404260001 | Ladda upp en bild av detta fornminne      |
| Odensala 426:2                | Hällristning                     |              | Odensala, Uppland   |       | 59.664127, 17.871153 | 10006404260002 | Ladda upp en bild av detta fornminne      |
| Odensala 426:3                | Hällristning                     |              | Odensala, Uppland   |       | 59.664198, 17.871021 | 10006404260003 | Ladda upp en bild av detta fornminne      |
| Odensala 427:1                | Hällristning                     |              | Odensala, Uppland   |       | 59.663565, 17.871338 | 10006404270001 | Ladda upp en bild av detta fornminne      |
| Odensala 428:1                | Hällristning                     |              | Odensala, Uppland   |       | 59.663989, 17.873301 | 10006404280001 | Ladda upp en bild av detta fornminne      |
| Odensala 428:2                | Hällristning                     |              | Odensala, Uppland   |       | 59.664055, 17.873197 | 10006404280002 | Ladda upp en bild av detta fornminne      |
| Odensala 428:3                | Hällristning                     |              | Odensala, Uppland   |       | 59.664114, 17.873227 | 10006404280003 | Ladda upp en bild av detta fornminne      |
| Odensala 429:1                | Hällristning                     |              | Odensala, Uppland   |       | 59.657757, 17.873491 | 10006404290001 | Ladda upp en bild av detta fornminne      |
| Odensala 430:1                | Hällristning                     |              | Odensala, Uppland   |       | 59.656193, 17.877305 | 10006404300001 | Ladda upp en bild av detta fornminne      |
| Odensala 430:2                | Hällristning                     |              | Odensala, Uppland   |       | 59.656142, 17.877189 | 10006404300002 | Ladda upp en bild av detta fornminne      |
| Odensala 431:1                | Hällristning                     |              | Odensala, Uppland   |       | 59.657352, 17.876366 | 10006404310001 | Ladda upp en bild av detta fornminne      |
| Odensala 432:1                | Hällristning                     |              | Odensala, Uppland   |       | 59.660593, 17.824938 | 10006404320001 | Ladda upp en bild av detta fornminne      |
| Odensala 433:1                | Hällristning                     |              | Odensala, Uppland   |       | 59.654537, 17.820796 | 10006404330001 | Ladda upp en bild av detta fornminne      |
| Odensala 434:1                | Hällristning                     |              | Odensala, Uppland   |       | 59.653715, 17.818147 | 10006404340001 | Ladda upp en bild av detta fornminne      |
| Odensala 435:1                | Hällristning                     |              | Odensala, Uppland   |       | 59.680345, 17.860658 | 10006404350001 | Ladda upp en bild av detta fornminne      |
| Odensala 435:2                | Hällristning                     |              | Odensala, Uppland   |       | 59.680414, 17.860668 | 10006404350002 | Ladda upp en bild av detta fornminne      |
| Odensala 436:1                | Hällristning                     |              | Odensala, Uppland   |       | 59.679733, 17.861672 | 10006404360001 | Ladda upp en bild av detta fornminne      |
| Odensala 437:1                | Hällristning                     |              | Odensala, Uppland   |       | 59.679226, 17.863088 | 10006404370001 | Ladda upp en bild av detta fornminne      |
| Odensala 438:1                | Hällristning                     |              | Odensala, Uppland   |       | 59.679107, 17.895830 | 10006404380001 | Ladda upp en bild av detta fornminne      |
| Odensala 439:1                | Hällristning                     |              | Odensala, Uppland   |       | 59.678866, 17.880760 | 10006404390001 | Ladda upp en bild av detta fornminne      |
| Odensala 439:2                | Hällristning                     |              | Odensala, Uppland   |       | 59.678933, 17.880770 | 10006404390002 | Ladda upp en bild av detta fornminne      |
| Odensala 439:3                | Hällristning                     |              | Odensala, Uppland   |       | 59.679213, 17.880177 | 10006404390003 | Ladda upp en bild av detta fornminne      |
| Odensala 439:4                | Hällristning                     |              | Odensala, Uppland   |       | 59.679239, 17.880086 | 10006404390004 | Ladda upp en bild av detta fornminne      |
| Odensala 439:5                | Hällristning                     |              | Odensala, Uppland   |       | 59.679161, 17.879599 | 10006404390005 | Ladda upp en bild av detta fornminne      |
| Odensala 440:1                | Hällristning                     |              | Odensala, Uppland   |       | 59.679698, 17.878963 | 10006404400001 | Ladda upp en bild av detta fornminne      |
| Odensala 440:2                | Hällristning                     |              | Odensala, Uppland   |       | 59.679748, 17.878894 | 10006404400002 | Ladda upp en bild av detta fornminne      |
| Odensala 440:3                | Hällristning                     |              | Odensala, Uppland   |       | 59.679598, 17.879162 | 10006404400003 | Ladda upp en bild av detta fornminne      |
| Odensala 440:4                | Hällristning                     |              | Odensala, Uppland   |       | 59.679543, 17.879273 | 10006404400004 | Ladda upp en bild av detta fornminne      |
| Odensala 441:1                | Hällristning                     |              | Odensala, Uppland   |       | 59.679529, 17.877805 | 10006404410001 | Ladda upp en bild av detta fornminne      |
| Odensala 442:1                | Hällristning                     |              | Odensala, Uppland   |       | 59.679465, 17.873502 | 10006404420001 | Ladda upp en bild av detta fornminne      |
| Odensala 442:2                | Hällristning                     |              | Odensala, Uppland   |       | 59.679394, 17.873539 | 10006404420002 | Ladda upp en bild av detta fornminne      |
| Odensala 443:1                | Hällristning                     |              | Odensala, Uppland   |       | 59.680289, 17.882518 | 10006404430001 | Ladda upp en bild av detta fornminne      |
| Odensala 443:2                | Hällristning                     |              | Odensala, Uppland   |       | 59.679947, 17.882128 | 10006404430002 | Ladda upp en bild av detta fornminne      |
| Odensala 443:3                | Hällristning                     |              | Odensala, Uppland   |       | 59.679497, 17.881972 | 10006404430003 | Ladda upp en bild av detta fornminne      |
| Odensala 443:4                | Hällristning                     |              | Odensala, Uppland   |       | 59.679391, 17.881741 | 10006404430004 | Ladda upp en bild av detta fornminne      |
| Odensala 444:1                | Hällristning                     |              | Odensala, Uppland   |       | 59.678522, 17.882311 | 10006404440001 | Ladda upp en bild av detta fornminne      |
| Odensala 444:2                | Hällristning                     |              | Odensala, Uppland   |       | 59.678476, 17.882394 | 10006404440002 | Ladda upp en bild av detta fornminne      |
| Odensala 444:3                | Hällristning                     |              | Odensala, Uppland   |       | 59.678573, 17.882185 | 10006404440003 | Ladda upp en bild av detta fornminne      |
| Odensala 445:1                | Hällristning                     |              | Odensala, Uppland   |       | 59.681471, 17.887288 | 10006404450001 | Ladda upp en bild av detta fornminne      |
| Odensala 446:1                | Hällristning                     |              | Odensala, Uppland   |       | 59.680753, 17.886680 | 10006404460001 | Ladda upp en bild av detta fornminne      |
| Odensala 446:2                | Hällristning                     |              | Odensala, Uppland   |       | 59.680825, 17.886669 | 10006404460002 | Ladda upp en bild av detta fornminne      |
| Odensala 446:3                | Hällristning                     |              | Odensala, Uppland   |       | 59.680710, 17.886476 | 10006404460003 | Ladda upp en bild av detta fornminne      |
| Odensala 447:1                | Hällristning                     |              | Odensala, Uppland   |       | 59.680299, 17.883581 | 10006404470001 | Ladda upp en bild av detta fornminne      |
| Odensala 448:1                | Hällristning                     |              | Odensala, Uppland   |       | 59.678430, 17.887584 | 10006404480001 | Ladda upp en bild av detta fornminne      |
| Odensala 449:1                | Hällristning                     |              | Odensala, Uppland   |       | 59.679123, 17.887228 | 10006404490001 | Ladda upp en bild av detta fornminne      |
| Odensala 450:1                | Hällristning                     |              | Odensala, Uppland   |       | 59.678095, 17.886075 | 10006404500001 | Ladda upp en bild av detta fornminne      |
| Odensala 450:2                | Hällristning                     |              | Odensala, Uppland   |       | 59.678035, 17.886076 | 10006404500002 | Ladda upp en bild av detta fornminne      |
| Odensala 451:1                | Hällristning                     |              | Odensala, Uppland   |       | 59.683398, 17.886603 | 10006404510001 | Ladda upp en bild av detta fornminne      |
| Odensala 452:1                | Hällristning                     |              | Odensala, Uppland   |       | 59.684104, 17.886639 | 10006404520001 | Ladda upp en bild av detta fornminne      |
| Odensala 453:1                | Hällristning                     |              | Odensala, Uppland   |       | 59.691468, 17.885197 | 10006404530001 | Ladda upp en bild av detta fornminne      |
| Odensala 454:1                | Hällristning                     |              | Odensala, Uppland   |       | 59.691682, 17.883677 | 10006404540001 | Ladda upp en bild av detta fornminne      |
| Odensala 455:1                | Hällristning                     |              | Odensala, Uppland   |       | 59.690815, 17.888667 | 10006404550001 | Ladda upp en bild av detta fornminne      |
| Odensala 455:2                | Hällristning                     |              | Odensala, Uppland   |       | 59.690838, 17.888655 | 10006404550002 | Ladda upp en bild av detta fornminne      |
| Odensala 455:3                | Hällristning                     |              | Odensala, Uppland   |       | 59.690894, 17.888588 | 10006404550003 | Ladda upp en bild av detta fornminne      |
| Odensala 456:1                | Hällristning                     |              | Odensala, Uppland   |       | 59.689425, 17.890655 | 10006404560001 | Ladda upp en bild av detta fornminne      |
| Odensala 456:2                | Hällristning                     |              | Odensala, Uppland   |       | 59.689426, 17.890676 | 10006404560002 | Ladda upp en bild av detta fornminne      |
| Odensala 456:3                | Hällristning                     |              | Odensala, Uppland   |       | 59.689443, 17.890675 | 10006404560003 | Ladda upp en bild av detta fornminne      |
| Odensala 457:1                | Hällristning                     |              | Odensala, Uppland   |       | 59.690693, 17.891326 | 10006404570001 | Ladda upp en bild av detta fornminne      |
| Odensala 457:2                | Hällristning                     |              | Odensala, Uppland   |       | 59.690701, 17.891346 | 10006404570002 | Ladda upp en bild av detta fornminne      |
| Odensala 457:3                | Hällristning                     |              | Odensala, Uppland   |       | 59.690705, 17.891364 | 10006404570003 | Ladda upp en bild av detta fornminne      |
| Odensala 457:4                | Hällristning                     |              | Odensala, Uppland   |       | 59.690731, 17.891324 | 10006404570004 | Ladda upp en bild av detta fornminne      |
| Odensala 457:5                | Hällristning                     |              | Odensala, Uppland   |       | 59.690762, 17.891326 | 10006404570005 | Ladda upp en bild av detta fornminne      |
| Odensala 458:1                | Hällristning                     |              | Odensala, Uppland   |       | 59.690163, 17.895549 | 10006404580001 | Ladda upp en bild av detta fornminne      |
| Odensala 458:2                | Hällristning                     |              | Odensala, Uppland   |       | 59.690139, 17.895686 | 10006404580002 | Ladda upp en bild av detta fornminne      |
| Odensala 459:1                | Hällristning                     |              | Odensala, Uppland   |       | 59.688527, 17.898098 | 10006404590001 | Ladda upp en bild av detta fornminne      |
| Odensala 459:2                | Hällristning                     |              | Odensala, Uppland   |       | 59.688794, 17.898625 | 10006404590002 | Ladda upp en bild av detta fornminne      |
| Odensala 460:1                | Hällristning                     |              | Odensala, Uppland   |       | 59.689587, 17.896917 | 10006404600001 | Ladda upp en bild av detta fornminne      |
| Odensala 461:1                | Hällristning                     |              | Odensala, Uppland   |       | 59.688100, 17.899546 | 10006404610001 | Ladda upp en bild av detta fornminne      |
| Odensala 462:1                | Hällristning                     |              | Odensala, Uppland   |       | 59.687334, 17.901342 | 10006404620001 | Ladda upp en bild av detta fornminne      |
| Odensala 463:1                | Hällristning                     |              | Odensala, Uppland   |       | 59.684308, 17.902175 | 10006404630001 | Ladda upp en bild av detta fornminne      |
| Odensala 463:2                | Hällristning                     |              | Odensala, Uppland   |       | 59.684313, 17.902183 | 10006404630002 | Ladda upp en bild av detta fornminne      |
| Odensala 463:3                | Hällristning                     |              | Odensala, Uppland   |       | 59.684308, 17.902186 | 10006404630003 | Ladda upp en bild av detta fornminne      |
| Odensala 463:4                | Hällristning                     |              | Odensala, Uppland   |       | 59.684355, 17.902400 | 10006404630004 | Ladda upp en bild av detta fornminne      |
| Odensala 463:5                | Hällristning                     |              | Odensala, Uppland   |       | 59.684081, 17.902625 | 10006404630005 | Ladda upp en bild av detta fornminne      |
| Odensala 463:6                | Hällristning                     |              | Odensala, Uppland   |       | 59.684130, 17.902775 | 10006404630006 | Ladda upp en bild av detta fornminne      |
| Odensala 463:7                | Hällristning                     |              | Odensala, Uppland   |       | 59.684132, 17.902771 | 10006404630007 | Ladda upp en bild av detta fornminne      |
| Odensala 463:8                | Hällristning                     |              | Odensala, Uppland   |       | 59.684127, 17.902778 | 10006404630008 | Ladda upp en bild av detta fornminne      |
| Odensala 463:9                | Hällristning                     |              | Odensala, Uppland   |       | 59.684460, 17.902199 | 10006404630009 | Ladda upp en bild av detta fornminne      |
| Odensala 464:1                | Hällristning                     |              | Odensala, Uppland   |       | 59.690846, 17.897040 | 10006404640001 | Ladda upp en bild av detta fornminne      |
| Odensala 465:1                | Hällristning                     |              | Odensala, Uppland   |       | 59.685730, 17.911300 | 10006404650001 | Ladda upp en bild av detta fornminne      |
| Odensala 466:1                | Stensättning                     |              | Odensala, Uppland   |       | 59.672845, 17.834691 | 10006404660001 | Ladda upp en bild av detta fornminne      |
| Odensala 467:1                | Gravfält                         |              | Odensala, Uppland   |       | 59.659487, 17.843698 | 10006404670001 | Ladda upp en bild av detta fornminne      |
| Odensala 468:1                | Stensättning                     |              | Odensala, Uppland   |       | 59.681724, 17.859869 | 10006404680001 | Ladda upp en bild av detta fornminne      |
| Odensala 469:1                | Stensättning                     |              | Odensala, Uppland   |       | 59.678856, 17.879545 | 10006404690001 | Ladda upp en bild av detta fornminne      |
| Odensala 472:1                | Stensättning                     |              | Odensala, Uppland   |       | 59.670751, 17.860356 | 10006404720001 | Ladda upp en bild av detta fornminne      |
| Odensala 485:1                | Hällristning                     |              | Odensala, Uppland   |       | 59.668572, 17.845513 | 10006404850001 | Ladda upp en bild av detta fornminne      |
| Odensala 495:1                | Stensättning                     |              | Odensala, Uppland   |       | 59.625428, 17.800854 | 10006404950001 | Ladda upp en bild av detta fornminne      |
| Odensala 496:1                | Stensättning                     |              | Odensala, Uppland   |       | 59.621939, 17.805964 | 10006404960001 | Ladda upp en bild av detta fornminne      |
| Odensala 496:2                | Stensättning                     |              | Odensala, Uppland   |       | 59.621876, 17.806074 | 10006404960002 | Ladda upp en bild av detta fornminne      |
| Odensala 497:1                | Stensättning                     |              | Odensala, Uppland   |       | 59.621525, 17.806631 | 10006404970001 | Ladda upp en bild av detta fornminne      |
| Odensala 499:1                | Husgrund, förhistorisk/medeltida |              | Odensala, Uppland   |       | 59.623094, 17.807759 | 10006404990001 | Ladda upp en bild av detta fornminne      |
| Odensala 500:1                | Stensättning                     |              | Odensala, Uppland   |       | 59.622424, 17.807898 | 10006405000001 | Ladda upp en bild av detta fornminne      |
| Odensala 501:1                | Stensättning                     |              | Odensala, Uppland   |       | 59.620404, 17.813815 | 10006405010001 | Ladda upp en bild av detta fornminne      |
| Jacobsdal (Odensala 510)      | Lägenhetsbebyggelse              |              | Odensala, Uppland   |       | 59.619192, 17.794882 | 12000000067426 | Ladda upp en bild av detta fornminne      |
| Odensala 516                  | Stensättning                     |              | Odensala, Uppland   |       | 59.624056, 17.791858 | 12000000067432 | Ladda upp en bild av detta fornminne      |
| Odensala 539                  | Stensättning                     |              | Odensala, Uppland   |       | 59.622166, 17.806402 | 12000000083626 | Ladda upp en bild av detta fornminne      |
| Odensala 545                  | Hög                              |              | Odensala, Uppland   |       | 59.619270, 17.801973 | 12000000083966 | Ladda upp en bild av detta fornminne      |
| Odensala 546                  | Hög                              |              | Odensala, Uppland   |       | 59.619310, 17.801827 | 12000000083967 | Ladda upp en bild av detta fornminne      |